# Симфонія № 4 (Малер)
Симфонія № 4, соль мажор — симфонія Густава Малера, написана між 1899 та 1901. Прем'єра твору відбулася у Мюнхені 25 листопада 1901 року під орудою автора.
Це — найкоротша з Малерівських симфоній, що триває близько 50 хвилин. Складається з чотирьох частин:
1. Bedächtig, nicht eilen (помірно)
2. In gemächlicher Bewegung, ohne Hast (неквапливо, повагом)
3. Ruhevoll, poco adagio (мирно, досить повільно)
4. Sehr behaglich (дуже комфортно)

Симфонія написана для великого симфонічного оркестру, потрійний склад дерев'яних (чотири флейти), 4 валторни, 3 труби. В останній частині — солююче сопрано, що співає на текст із збірки німецьких народних поем Des Knaben Wunderhorn, складеної А. фон Арнімом та К. Бретано й опублікованої 1805 року.